# Puerto de montaña (ciclismo)
En el ámbito del ciclismo, los puertos de montaña son especialmente importantes. Los corredores de ciertas competiciones ciclistas tienen que subir estos pasos en el menor tiempo posible, por lo que la longitud y pendiente son los factores que determinan la dificultad del puerto de montaña. En el ciclismo el término puerto se utiliza con un sentido más amplio que el término tradicional de puerto de montaña e incluye las carreteras que acaban en la propia cima (también llamados altos). En las bajadas alcanzan grandes velocidades, lo que dota a las etapas de montaña de una espectacularidad adicional. Los especialistas en subirlos se llaman escaladores. Para los puertos o altos de pequeña altitud se suele utilizar el término cota o muro si es de dificultad considerable.

## Categorías
Según su dificultad, los puertos de montaña se clasifican en diferentes categorías. Para calcular el grado de dificultad de un puerto de montaña, se utiliza la fórmula {\displaystyle GD=(h/10)+p}, en donde {\displaystyle GD} es el grado de dificultad, {\displaystyle h} es la altura total subida en metros, y {\displaystyle p} es la pendiente máxima (en porcentaje).
Una vez calculado el grado de dificultad, la categoría se determina por los siguientes rangos:
- Especial: de 140 a 250 GD
- 1ª: de 80 a 140 GD
- 2ª: de 50 a 80 GD
- 3ª: de 30 a 50 GD
- 4ª: de 20 a 30 GD

Por ejemplo, el Alto de Los Patios (Colombia); si la altitud salvada es de 442 metros, y su pendiente máxima es del 11%, entonces su grado de dificultad es de: {\displaystyle (442/10)+11=55.2}, lo que lo ubica como puerto de montaña de segunda categoría.